# Windpark Oostzeedijk
Windpark Oostzeedijk is een windmolenpark met drie windturbines van 5 megawatt dicht bij de Oosterschelde in de gemeente Noord-Beveland in de Nederlandse provincie Zeeland. Het park is in 2007 operationeel geworden onder de naam Windpark Kats II.
Het windpark wordt beheerd door Zeeuwind, en is voor de helft eigendom van Zeewind, de andere helft in bezit van Camperwind. Er zijn in 2024 drie nieuwe grotere turbines geïnstalleerd. Daarmee verviel de oude naam Windpark Kats II en ging het park verder onder de nieuwe naam Windpark Oostzeedijk.
De opgewekte energie wordt voor een deel met een 10 kV AC grondkabel naar het hoogspanningsverdeelstation 150 kV De Poel bij Goes getransporteerd (over een afstand van ruim 13 km). En voor een ander deel wordt de energie afgezet bij het naastliggende bedrijf Kingfish.

## Trivia
Het windpark ligt aan de straatnaam Oost-Zeedijk (de zeedijk in het oosten).